# Ooster Bildtpollen
De Ooster Bildtpollen is een gebied in de Nederlandse gemeente Het Bildt. In 1754 is de dijk voltooid, tot die tijd was het gebied onder invloed van de getijden van de Waddenzee. Het is het laatste stuk land op Het Bildt dat is bedijkt. In 1715 waren de Wester Bildtpollen al bedijkt, Het Nieuw Bildt een eeuw daarvoor. 
Het gebied is dunbevolkt, men vindt slechts enkele woningen langs de zeedijk, voornamelijk boerderijen en (voormalige) arbeiderswoningen. De dichtstbijzijnde bewoonde kern is het gehucht Nieuwebildtzijl, dat ten zuidoosten van de Ooster Bildtpollen ligt. Zowel binnen- als buitendijks liggen fietsroutes. Op de wegen langs de zeedijk is gemotoriseerd verkeer verboden (met uitzondering van landbouw- en bestemmingsverkeer).